# Esashi (Hiyama)
Esashi (江差町?) è una cittadina giapponese della prefettura di Hokkaidō.